# Troglocubazomus rowlandi
Troglocubazomus rowlandi är en spindeldjursart som beskrevs av Rolando Teruel 2003. Troglocubazomus rowlandi ingår i släktet Troglocubazomus och familjen Hubbardiidae. Inga underarter finns listade i Catalogue of Life.